# Noppenberg (Herzogenrath)

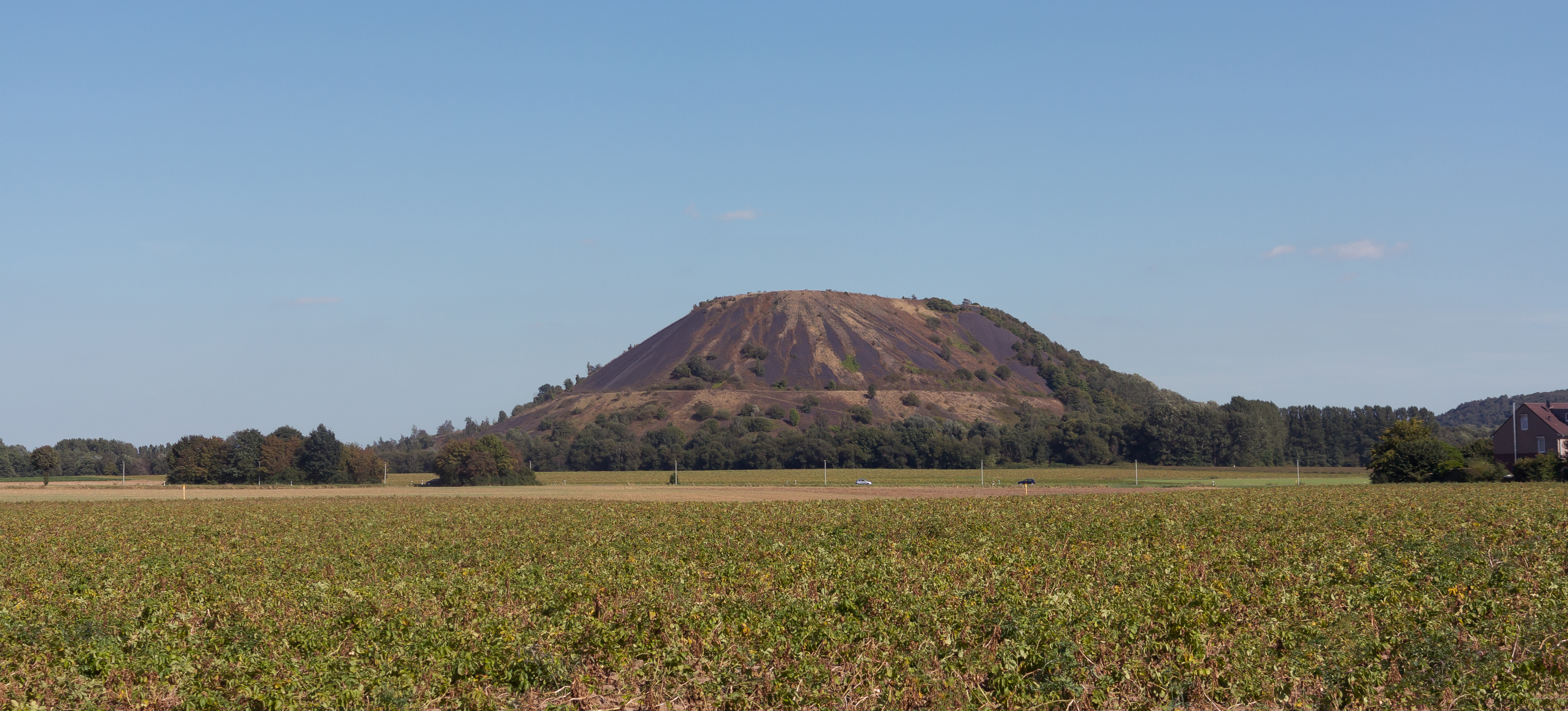
Noppenberg, Naturschutzgebiet Berghalden-Noppenberg

Noppenberg ist ein östlicher Stadtteil der Stadt Herzogenrath in der nordrhein-westfälischen Städteregion Aachen. Der Ort liegt unmittelbar an der Kommunalgrenze zur Stadt Alsdorf.
Südlich des Orts fließt der Broicher Bach im Broichbachtal, und nördlich liegen die Bergehalden der ehemaligen Gruben „Nordstern“ und „Anna“. Diese Gebiete sind als Naturschutzgebiete „Bergehalden Noppenberg und Nordstern“ und „Unteres Broichbachtal südlich Noppenberg“ ausgewiesen.

## Verkehr
Noppenberg liegt an der L 47 zwischen Herzogenrath-Mitte und Alsdorf-Mitte. Die nächsten Anschlussstellen sind „Alsdorf“ und „Broichweiden“ auf der A 44. Der nächste Bahnhof ist „Herzogenrath“ an der Bahnstrecke Aachen–Mönchengladbach.
Die AVV-Buslinien 69 und 89 der ASEAG verbinden den Ort mit Alsdorf, Merkstein und Herzogenrath.
| Linie | Verlauf |
| ----- | --- |
| 69    | Alsdorf-Annapark – (Busch –) Zopp – Noppenberg – Nordstern – Bierstraß – Herzogenrath Bf                     |
| 89    | Alsdorf-Annapark – Zopp – Noppenberg – Nordstern – Merkstein – Herzogenrath Bf (– Herzogenrath Schulzentrum) |

## Sport
2000 gewannen Nicole Fürch und Angie Koepsel vom „Radfahr-Club 1909 Herzogenrath-Noppenberg e. V.“ Silber bei der Deutschen Meisterschaft im 2er-Kunstradfahren.